# كأس الدوري البرتغالي 2017–18
كأس الدوري البرتغالي 2017–18 (بالبرتغالية: Taça da Liga de 2017–18‏) هو الموسم 11 من كأس الدوري البرتغالي. أقيم خلال الفترة 23 يوليو 2017 وحتى 27 يناير 2018، وأشرف على تنظيمه Liga Portuguesa de Futebol Profissional ‏، وكان عدد الأندية المشاركة فيه 33، وفاز فيه سبورتينغ لشبونة.